# Josue Soto
Josue Soto (Fort Worth, Texas, 3 januari 1989) is een Amerikaans voetballer die bij voorkeur als middenvelder speelt. Hij verruilde in 2014 Chivas USA voor de San Antonio Scorpions.

## Clubcarrière
Op 19 januari 2011 tekende Soto een Homegrown Player contract bij de Major League Soccer club Houston Dynamo. Soto had moeite de wedstrijdselectie te halen en speelde zijn wedstrijden in het reserveteam van Houston Dynamo. Hij maakte uiteindelijk zijn debuut voor Houston Dynamo op 20 juli 2011 in een vriendschappelijke wedstrijd tegen Bolton Wanderers. Op 5 april 2012 werd Soto uitgeleend aan de San Antonio Scorpions uit de North American Soccer League, het tweede niveau van de Verenigde Staten. Twee dagen later maakte hij zijn debuut voor de Scorpions tegen de Atlanta Silverbacks. 
Begin 2013 werd zijn contract bij Houston ontbonden zonder één competitiewedstrijd te hebben gespeeld voor de club. Op 27 februari van dat jaar werd bekendgemaakt dat Soto na een trainingsstage aan het begin van het seizoen had getekend bij Chivas USA. Op 17 maart maakte hij zijn debuut in een wedstrijd tegen Los Angeles Galaxy. Aan het einde van zijn eerste seizoen bij Chivas USA werd zijn contract ontbonden. 
Op 20 maart 2014 tekende Soto bij de San Antonio Scorpions uit de NASL.